# 花斑短鰭蓑鮋
花斑短鳍蓑鮋（学名：Dendrochirus zebra）又名花斑短狮子魚、斑马纹多臂蓑鮋、短须狮子鱼，是輻鰭魚綱鮋形目鮋科的一种。其种加词“zebra”意为“有斑马状纹样的”。

## 分布
本魚主要分布在印度洋和太平洋一帶海域。

## 深度
水深1~40公尺。

## 特徵
本魚眼上觸角長於眼径，眼上有皮瓣，身體有7~8條暗褐色寬橫帶。前鰓蓋及眼下有黑斑，最長背鰭棘可超過體高；胸鰭相當寬大，展開時大於頭部。各奇鰭上有許多黑褐色斑點。胸鰭及腹鰭上則有褐色條紋。體長可達25公分。鰭上硬棘有毒，須當心。

## 生態
本魚主要在礁石周围活动。求偶和产卵在晚上进行。雄鱼有领域性，会驱逐其他侵入的雄鱼，與體型較小的配對，母魚此時頭部色淡。為肉食性，主要食物为小鱼和贝类為食。

## 經濟利用
外型特殊，體色鮮艷，可做為觀賞魚。